# شارل لومونتیه
شارل لومونتیه (فرانسوی: Charles Lemontier‎؛ ۲۱ آوریل ۱۸۹۴ – ۲۸ مه ۱۹۶۵) بازیگر اهل فرانسه بود.
از فیلم‌هایی که وی در آن نقش داشته‌است، می‌توان به آتول کا اشاره کرد.